# Régie des chemins de fer Abidjan-Niger

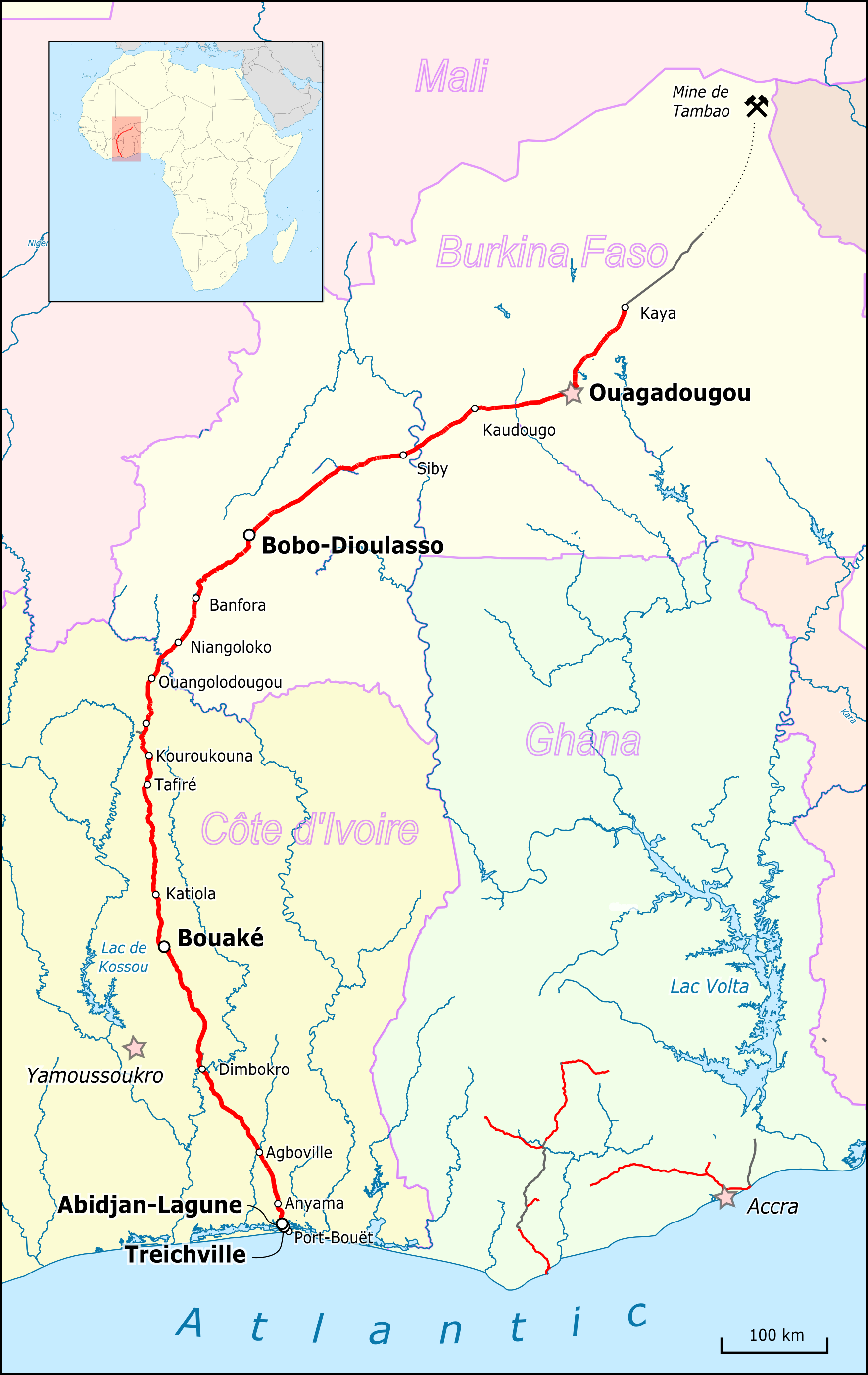
Situation présente de la ligne de chemin de fer de la Côte d'Ivoire et de Burkina Faso

La Régie des chemins de fer Abidjan-Niger (RAN) fut la régie chargée pendant l'époque coloniale d'exploiter le chemin de fer reliant la Côte d'Ivoire à la Haute-Volta (ancien nom du Burkina Faso) au sein de l'Afrique-Occidentale française. Malgré la dissolution de la régie en 1989 et sa privatisation ultérieure avec une concession en 1995 à la Sitarail, l'Abidjan-Niger reste le terme désignant la ligne internationale entre Abidjan et Ouagadougou.

## Aux origines de la ligne: une affaire essentiellement militaire
Dans les années 1880, de nombreuses expéditions cherchent à étendre l'influence française dans l'intérieur du pays. Parti du haut-Niger courant 1887, le capitaine Louis-Gustave Binger fait son entrée dans l'important centre de commerce de Kong le 20 février 1888. Il en repart aussitôt pour explorer les régions situées à l'est du fleuve Comoé et le pays Mossi, allant jusqu'à la capitale Ouagadougou. De retour à Kong le 5 janvier 1889, Louis-Gustave Binger y rencontre Marcel Treich-Laplène venu à sa rencontre depuis la côte. À eux deux, ils arrachent la signature d'un traité de protectorat. Ils repartent alors pour la côte et arrivent à Grand-Bassam le 20 mars 1889. La Côte d'Ivoire est érigée en colonie autonome le 10 mars 1893, avec Grand-Bassam pour capitale et Louis-Gustave Binger comme premier gouverneur. Le principal opposant à la colonisation, Samory Touré, est capturé par surprise par le détachement du Commandant Gouraud à Guilémou le 29 septembre 1898. La mise en valeur de la nouvelle colonie peut désormais commencer. Mais un simple regard sur une carte de géographie montre l'étendue des difficultés : le sud est recouvert par la forêt tropicale, qui s'étend du Libéria à la Côte d'Or sur une largeur atteignant parfois 300 kilomètres, à l'exception du pays Baoulé, une région de savane située entre le N'zi et le Bandama qui s'enfonce dans la forêt jusqu'à 120 kilomètres de la mer. C'est la "voie naturelle" pour accéder aux régions soudanaises situées au nord de Kong, Korhogo et Odienné. Battue par la houle, la côte est plus qu'inhospitalière et présente une barre caractéristique, rendant difficile l'accostage des embarcations de faible tonnage. Dans sa partie est, elle est longée sur près de 140 kilomètres par la lagune Ebrié, qui communique avec la mer par l'embouchure du fleuve Comoé près de Grand-Bassam.
Les solutions ne manquent pas : le capitaine Marchand, qui effectue une reconnaissance des rivages de la Côte d'Ivoire et du Soudan entre février 1893 et février 1894, préconise une liaison ferroviaire entre les hautes vallées du Bandama et du Bogoé. Louis-Gustave Binger a son propre projet de liaison ferroviaire partant du cours inférieur du Comoé pour joindre l'arrière-pays.
En novembre 1898, le capitaine Houdaille est chargé d'une mission de reconnaissance, appelée Mission Houdaille. L'objectif est l'étude d'une voie de pénétration vers le Kong. Partant d'Alépé, terminus de la navigation à vapeur sur le Comoé, la mission effectue tous les relevés topographiques nécessaires à la conception d'un tracé de 90 kilomètres environ, allant jusqu'à Mopé par Memni, Danguira, et Kodiossou. D'autres reconnaissances étudient des extensions de Mopé au N'zi par Aféré, Bakon, Abongoua, et Assié Kokoré ; de Mopé à Arrah par Akoupé, et enfin d'Abidjan à Alépé en contournant la lagune Potou. Entre-temps, l'étude d'une coupure dans le cordon littoral, à Grand-Bassam, est lancée.
Le comité directeur des travaux publics étudie les divers projets le 18 novembre 1899. S'il les approuve dans l'ensemble, les embranchements d'Abidjan et d'Arrah sont classés en « deuxième urgence ».
Le manque de ressources financières empêche tout commencement des travaux. Seul le wharf de Grand-Bassam est mis en service en 1901.
Au même moment, la mission Aron part à la recherche d'un emplacement plus favorable à la construction d'un port. Le site d'Abidjan, sur la lagune Ebrié, est retenu. On décide donc d'y reporter l'origine de la ligne. Un premier projet de concession à la « Société parisienne pour l'industrie des chemins de fer et des tramways électriques », en juillet 1901, ne connaît aucune suite.
De janvier à juillet 1903, une nouvelle mission est confiée au capitaine Crosson-Duplessis. Elle étudie un nouveau tracé de 79 kilomètres de long, joignant Abidjan à Ery-Macouguié, première section du futur chemin de fer

## La construction desChemins de fer de la Côte d'Ivoire
La loi du 5 juillet 1903 autorise le gouverneur général de l'AOF à contracter un emprunt de 65 millions de francs destiné à l'exécution de travaux d'utilité publique. Un décret du 23 juillet autorise ce même gouverneur général à emprunter immédiatement 40 millions sur cette somme, dont 10 destinés à la construction du chemin de fer de la Côte d'Ivoire.
Le 27 juillet 1903, le comité des travaux publics approuve l'avant-projet Crosson-Duplessis. Un décret du 6 novembre débloque une somme de 6 175 000 francs pour l'ouverture des travaux de la première section, entre Abidjan et Ery-Macouguié. Enfin, un arrêté du 21 novembre nomme le commandant du génie Houdaille directeur du chemin de fer. Il organise aussitôt celui-ci en quatre sections :
- Service de la direction
- Service du chemin de fer (qui crée aussitôt un service étude de 70 hommes placés sous la direction du capitaine Hornet)
- Service du port
- Service sanitaire

Le personnel européen débarque à partir du 28 novembre et commence à organiser les chantiers. Les travaux préliminaires débutent en décembre 1903, tandis que les premières commandes de matériel sont passées à Paris. Sur place, le capitaine du génie Thomasset procède au débroussaillage du plateau et au recrutement et à l'installation des travailleurs indigènes. Un campement pouvant recevoir 360 ouvriers est installé à Petit Bassam. Comme au Sénégal et au Soudan, on recrute les premiers travailleurs parmi les Kroumens. Si le premier coup de pioche est donné le 11 janvier 1904, ce n'est que trois jours plus tard que le gouverneur Clozel procède à l'ouverture officielle des chantiers. Pour la construction, on décide de procéder par bonds de 8 à 10 kilomètres, en posant la voie au fur et à mesure. Les officiers estiment cette méthode préférable, car le portage des vivres et du matériel à dos d'homme est impossible. Si l'on y est réduit, avant 3 mois, l'hostilité des habitants se traduirait par des coups de fusil.
Rentré en France le 3 février 1904, le directeur procède aussitôt à l'organisation de ses services, organisation qui entre en vigueur au 1er mars. Au 1er avril, les travaux ont déjà bien avancé : la plate-forme du chemin de fer atteint le PK 8, tandis qu'une voie Decauville utilisée pour le transport des vivres et des matériaux, sur laquelle circule quotidiennement une "voiture à pétrole", est posée jusqu'au PK 6. Cette voiture à pétrole est d'ailleurs le seul matériel disponible à l'époque, la livraison des locomotives et des rails ayant pris beaucoup de retard.
Un appontement en fer et maçonnerie, de 30 mètres de long sur 13 de large, est créé à Abidjan pour le débarquement du matériel. Une autre installation de même nature, de 70 mètres de long sur 18 de large, est presque terminée à Anoumabo pour la desserte de la gare des marchandises.
Cinq bâtiments à fonction de logement, des locaux accessoires, deux magasins, un atelier à bois, un atelier à fer sont édifiés en maçonnerie et en brique en moins de deux mois.
Une petite usine comprenant un moteur à pétrole, un plan incliné, une machine à glace, et une dynamo électrique pour la fourniture du courant sont installés sur le plateau. Une infirmerie-hôpital desservie par une voie ferrée de 1300 mètres de long traversant la future ville d'Abidjan est en cours d'exécution. Enfin, le service des travaux crée une petite flottille composée de 6 unités dont un remorqueur à vapeur et deux chalands. Elle est avant tout destinée aux transports du personnel et du matériel.
L'effort est considérable. On utilise des techniques nouvelles pour l'époque, tout d'abord en dissociant les travaux d'avancée de la voie des travaux d'installation de la tête de ligne. Le début des travaux est marqué par des conditions très difficiles : quatre quarantaines dues à la fièvre jaune isolent Grand-Bassam, point de débarquement du matériel, à compter du 28 novembre 1903. Mais l'affaire est bien engagée, et un décret présidentiel du 23 septembre 1904 autorise le prolongement des chemins de fer de la Côte d'Ivoire sur 22 kilomètres à partir d'Ery-Macouguié.
Fin 1904, les levers de tracé sont effectués jusqu'au PK 45, le piquetage définitif jusqu'au PK 37, le déboisement jusqu'au PK 30,5, les terrassements jusqu'au PK 29, et la voie est posée jusqu'au PK 11. La gare Abidjan-Lagune est en cours d'équipement. Quelques essais de pose de la voie ont lieu avec des traverses en ciment armé, mais ce n'est pas un franc succès. Le 1er décembre 1904, les 400 Kroumens sont rapatriés et remplacés par 700 ouvriers venus du cercle de Cavally. Les 50 Bondoukous rentrent aussi dans leur pays d'origine, remplacés par 200 à 300 ouvriers de la même région. Le gouvernement du Dahomey envoie 300 à 400 Nagots tandis qu'on attend un certain nombre de travailleurs en provenance du cercle de Kong. Peu après, le capitaine Crosson-Duplessis est nommé directeur du chemin de fer et du port.
Un arrêté local du 15 avril 1905 autorise l'exploitation provisoire de la section d'Abidjan-Lagune à Anyama (le public et les marchandises empruntant le fourgon des trains de service). Au cours de l'année, les études du tracé jusqu'au N'zi sont présentées, tandis que le capitaine Calmel dirige une nouvelle reconnaissance du tracé jusqu'à Katiola. Au premier trimestre 1906, ces études sont entravées par des incidents d'ordre politique qui ont troublé la région et ont amené la désertion des manœuvres Albés. Le recrutement est ensuite tari par une épidémie de variole sévissant dans les villages voisins de M'Accagnié : le 20 mars 1906, l'effectif des travailleurs est tombé à 40.
La section Abidjan-Ery-Macouguié est terminée en octobre 1906. Le 1er avril 1907, le rail et la ligne télégraphique atteignent Agboville, au PK 82. Un premier ouvrage d'art métallique de 75 mètres de long est en construction pour le franchissement de l'Agnéby.
En attendant, le capitaine Crosson-Duplessis diffère l'ouverture à l'exploitation provisoire de la première section, estimant le matériel insuffisant (il n'aurait permis l'organisation que d'un seul train… par semaine !) et l'état de la voie comme une gêne considérable. Ce n'est que sur pression du gouverneur général de l'AOF et contre l'avis des responsables que l'exploitation commence de façon régulière jusqu'à l'Agnéby le 1er juillet 1907.

## Vers Bouaké
La loi du 22 janvier 1907 autorise le gouvernement général de l'AOF à contracter un emprunt de 100 millions de francs. Sur cette somme, 22 millions sont réservés à la Côte d'Ivoire et permettent en théorie le financement des travaux au-delà du PK 101, terminus initialement prévu de la section d'origine. Les études du tracé de la troisième section dans la région des Baoulés (au-delà de la rivière N'zi) commencent le 18 janvier 1907 avec une brigade du génie composée d'un officier, de trois sous-officiers, et de quarante à soixante manœuvres. Le projet définitif est transmis au département des travaux publics par le gouverneur général de l'AOF le 17 avril 1908, et approuvé dans son ensemble. Une augmentation substantielle des effectifs du personnel africain permet d'accélérer la cadence : le rail atteint bientôt Tiémélékro, tandis que la plate-forme arrive au N'zi qu'il reste à franchir grâce à un viaduc de 255 mètres de long. Le rail ne progresse donc plus que de vingt kilomètres en 1909, atteignant la rive gauche de la rivière où une gare provisoire est édifiée. Quoi qu'il en soit, la forêt équatoriale est enfin traversée, et le chemin de fer peut devenir un instrument essentiel dans la mise en valeur de la Côte d'Ivoire. Malheureusement, le percement du cordon littoral a échoué, et la liaison entre Abidjan et l'appontement de Grand-Bassam reste assurée par la voie lagunaire, ce qui nécessite des ruptures de charges.
Le chemin de fer connaît bien vite ses premiers problèmes. L'insurrection des tribus Abbey, N'Bon, et Agba, le 6 janvier 1910, interrompt la circulation des trains des 7 au 22 janvier et nécessite pendant tout le premier trimestre des méthodes d'exploitation spéciales. Toutes les gares sont occupées militairement et les voitures de voyageurs systématiquement fermées. Chaque convoi est précédé de wagons de marchandises tandis qu'un train blindé portant une escorte de tirailleurs ouvre la marche. Les chantiers de coupeurs de bois établis le long de la voie sont désorganisés par l'insurrection, les fils télégraphiques sont coupés. Entre Anyama (PK 23) et Céchi (PK 123), la voie est coupée en de nombreux points, les gares sont pillées, des bâtiments endommagés, et des ouvrages d'art détruits. Le 7 janvier 1910, au PK 90, le train régulier descendant déraille sur une coupure de voie et est aussitôt attaqué par les Abbey. Un agent français de la Compagnie française de l'Afrique occidentale, monsieur Rubino, est tué. Son nom sera ultérieurement donné à la gare du PK 101.
Les chantiers sont réorganisés en juillet. Le 11 septembre 1910, le viaduc du N'zi et la gare de Dimbokro sont inaugurés par le gouverneur général Gabriel Angoulvant.
À la fin de l'année, les études sont menées jusqu'à Bouaké (PK 345), dont la gare sera officiellement inaugurée par le gouverneur général William Ponty le 15 mars 1912. La Première Guerre mondiale va bloquer les travaux, et cette gare restera terminus jusqu'en 1923.
Le chemin de fer Abidjan-Niger a joué un rôle important dans l’économie coloniale. Après une gestion publique à partir de 1960 qui a conduit à son déclin, son exploitation a été concédée en 1995 sous la pression des bailleurs de fonds à la Sitarail. Si, depuis lors, le trafic de marchandises a connu une croissance soutenue, la suppression des gares rurales par la Sitarail dans un souci de rentabilité économique a eu pour conséquence la marginalisation de plusieurs petites localités. À partir de données quantitatives et qualitatives collectées entre 2008 et 2010, cet article essaie de montrer que le chemin de fer Abidjan-Niger dans le contexte de gestion privée et de tension politique persistante entre le nord et le sud du pays se présente davantage comme un corridor de désenclavement des pays sans débouché maritime que comme un axe structurant le territoire ivoirien

## Matériel
- Locomotives à vapeur

| Type     | N° CFCI | N° RAN 1915   | N° RAN 1947      | Constructeur       | Type usine | N° usine    | Année | Notes                                                      |
| 020 T    | A 1     | A 1           | A 1              | Decauville         | 5 tn       | 406         | 1905  | Ex chantier Port-Bouët                                     |
| 030 T    | 1 à 2   | 15000 à 15001 | 15001 à 15002    | Fives-Lille        | 73 ter     | 3244 à 3245 | 1903  |                                                            |
| 030 T    | 3       | 19000         | 19000            | Corpet-Louvet      |            | 1013        | 1904  | Commande Pastre. Livrée neuve CFCI                         |
| 030 T    | 4 à 5   | 19001 à 19002 | 19001 à 19002    | Corpet-Louvet      |            | 1126 à 1127 | 1907  | Série 030-90-2                                             |
| 030 T    | 6       | 21000         | 21101            | Corpet-Louvet      |            | 1115        | 1906  | Ex CFCN                                                    |
| 030 T    | 7 à 8   | 21001 à 21002 | 21102 à 21103    | Corpet-Louvet      |            | 1145 à 1146 | 1908  |                                                            |
| 030 T    | 9 à 10  | 21003 à 21004 | 21104 à 21105    | Corpet-Louvet      |            | 1184 à 1185 | 1908  |                                                            |
| 130 T    | 11      | 22000         |                  | Corpet-Louvet      |            | 1171        | 1908  | Commande CFCN. Livrée neuve CFCI                           |
| 130 T    | 12 à 13 | 22001 à 22002 | 22101 (ex 12)    | Corpet-Louvet      |            | 1172 à 1173 | 1908  | Commande CFCN. Livrées neuves CFCI                         |
| 130 T    | 14      | 22003         | 22102            | Corpet-Louvet      |            | 1203        | 1909  | Ex CFCN n° 14, 1914                                        |
| 040 T    |         | 24101 à 24102 | 24104 (ex 24101) | Franco-Belge       |            | ?           | 1946  | Ex Régie Dakar-Niger                                       |
| 230 T    | B 1 à 4 | 27000 à 27003 | 27301 à 27304    | Decauville         |            | 602 à 605   | 1911  |                                                            |
| 230 T    |         | 28000         | 28000            | SFCM Cail          | 152        | 3817        | 1922  |                                                            |
| 230 T    |         | 28001         | 28024            | SFCM Cail          | 152        | 3818        | 1922  |                                                            |
| 230 T    |         | 28002         | 28002            | SFCM Cail          | 152        | 3819        | 1922  |                                                            |
| 230 T    |         | 28003         | 28026            | SFCM Cail          | 152        | 3820        | 1922  |                                                            |
| 230 T    |         | 28004         | 28004            | SFCM Cail          | 152        | 3821        | 1922  |                                                            |
| 230 T    |         | 28005         | 28005            | SFCM Cail          | 152        | 3944        | 1924  |                                                            |
| 230 T    |         | 28006         | 28027            | SFCM Cail          | 152        | 3945        | 1924  |                                                            |
| 230 T    |         | 28007 à 28008 | 28029 à 28030    | SFCM Cail          | 152        | 3948 à 3949 | 1924  |                                                            |
| 230 T    |         | 28009 à 28014 | 28032 à 28037    | SFCM Cail          | 152        | 3983 à 3988 | 1925  |                                                            |
| 230 T    |         | 28015 à 28018 | 28038 à 28041    | SCFM Cail          | 152        | 3994 à 3997 | 1925  |                                                            |
| 230 T    |         | 28019 à 28023 | 28042 à 28046    | SFCM Cail          | 152 bis    | 4049 à 4053 | 1927  |                                                            |
| 230 T    |         | 28024 à 28028 | 28025 et 28028   | SFCM Cail          | 152 bis    | 4054 à 4058 | 1927  |                                                            |
| 230 T    |         | 28029 à 28039 |                  | SFCM Cail          | 152 bis    | 4173 à 4183 | 1930  |                                                            |
| 030 T    |         |               | 37103            | Haine Saint Pierre |            | 1892        | 1945  | Type KDL 9. 1947                                           |
| 030 T    |         |               | 37107 à 37109    | Haine Saint Pierre |            | 1896 à 1898 | 1945  | Type KDL 9. 1947                                           |
| 030 T    |         |               | 37110            | Haine Saint Pierre |            | 1899        | 1945  | Type KDL 9. Ex RCN, 1951                                   |
| 231      |         |               | 39001 à 39005    | Haine Saint Pierre |            | 1952 à 1956 | 1946  | ex CFI 231-529 à 533, 1949                                 |
| 141      |         |               | 40018 à 40019    | Corpet-Louvet      |            | 1853 à 1854 | 1943  |                                                            |
| 141      |         |               | 40021 à 40023    | Corpet-Louvet      |            | 1856 à 1858 | 1943  | Livrées en 1947/49                                         |
| 141      |         | 40030         | 40025            | Corpet-Louvet      |            | 1860        | 1946  |                                                            |
| 141      |         |               | 40030            | Corpet-Louvet      |            | 1865        | 1946  | ex RCN, 1951                                               |
| 030+030T |         |               | 52000 à 52001    | Corpet-Louvet      |            | 1412 à 1413 | 1913  | ex SE n° 104 et 105, 1939                                  |
| 030+030T |         | 54600         | 54600            | Henschel           |            | 15154       | 1917  | Achetée chez Brunner & Marchand, Lv 266, en 1938. Ex HK 15 |
| 030+030T |         | 59500 à 59501 |                  | Batignolles        |            | 2122 à 2123 | 1923  | Cédées RCN en 1930                                         |
| 130+031T |         | 72000 à 72003 | 72000 à 72003    | Haine Saint Pierre |            | 1559 à 1562 | 1927  | "Golwé"                                                    |
| 241+142T |         | 93201 à 93204 | 93201 à 93204    | Franco-Belge       |            | 2715 à 2718 | 1939  |                                                            |
| 241+142T |         |               | 93205            | Franco-Belge       |            | 2719        | 1939  | ex Régie Dakar-Niger 93101, 1946                           |
| 241+142T |         | 93206         | 93206            | Franco-Belge       |            | 2720        | 1939  |                                                            |
| 241+142T |         |               | 93207            | Franco-Belge       |            | 2721        | 1939  | ex Régie Dakar-Niger 93102, 1950                           |
| 241+142T |         | 93208 à 93210 | 93208 à 93210    | Franco-Belge       |            | 2722 à 2724 | 1939  |                                                            |
| 241+142T |         |               | 93211 à 93216    | Franco-Belge       |            | 2731 à 2736 | 1940  | Ex Régie Dakar-Niger 93103 à 93108, 1951                   |

- Locomotives diesel

| Type   | Classe    | N° RAN            | Constructeur :         | Type usine | N° Usine      | Année | Puissance | Notes                                       |
| BB DH  | BB 200    | BB 209 à 210      | Renault                | 5044       | ?             | 1951  | 840 ch.   | Prêtés par RCN                              |
| BB DH  | BB 200    | BB 212            | Renault                | 5044       | ?             | 1951  | 840 ch.   | prêtée par RCN                              |
| BB DE  | BB 300    | BB 301 à 310 ?    | Alsthom                | ?          | ?             | 1954  | 935 ch.   |                                             |
| BB DE  | BB 311    | BB 311 à 315      | Alsthom                | ?          | ?             | 1962  | 1200 ch.  |                                             |
| BB DE  | BB 500    | BB 501 à 503      | Alsthom                | ?          | ?             | 1955  | 935 ch.   | Ex ?                                        |
| BB DE  | BB 600    | BB 601 à 604      | Renault                | 5044       | ?             | 1950  | 840 ch.   | Cédées Chemin de fer du Dakar-Niger en 1956 |
| BB DE  | BB 600    | BB 601 à 602 (II) | General Electric       | U 6 B      | 39049 à 39050 | 1977  | ? ch.     | Ex SODE sucre, Abidjan                      |
| BB DE  | BB 700    | BB 701            | Alsthom                | ?          | ?             | 1949  | 900 ch.   | Cédée RBN                                   |
| CC DE  | CC 1000   | CC 1001 à 1020    | Fives-Lille            | ?          | 5303 à 5322   | 1956  | 950 ch.   |                                             |
| CC DE  | CC 1520   | CC 1521 à 1526    | CAFL, Fives-Lille, CEM | ?          | ?             | 1960  | 1450 ch.  |                                             |
| CC DE  | CC 1520   | CC 1527 à 1528    | CAFL, FLC, CEM         | ?          | ?             | 1961  | 1450 ch.  |                                             |
| BBB DE | B-BB 1830 | B-BB 1830 à 1835  | Francorail/CEM         | ?          | ?             | 1971  | 1800 ch.  |                                             |
| BBB DE | B-BB 1830 | B-BB 1836 à 1837  | FrancorailTCO          | ?          | ?             | 1972  | 1800 ch.  |                                             |
| BBB DE | B-BB 1830 | B-BB 1838 à 1846  | Franco-Rail/MTE        | ?          | ?             | 1974  | 1800 ch.  |                                             |
| BBB DE | B-BB 1830 | B-BB 1847 à 1851  | Francorail/MTE         | ?          | ?             | 1976  | 1800 ch.  |                                             |

## Gares
Cette ligne de 1 145 kilomètres passe par sept villes de la Côte d’Ivoire, avec 35 gares et 18 haltes.
- Gare ferroviaire de Treichville[6]
- Gare Abidjan-Lagune, qui fut un terminus jusqu'à la construction du Pont Félix Houphouet-Boigny.
- Gare du Plateau qui ferma en 1930[7].
- Gare d'Abobo, appelée aussi Gare Nord ou Le Banco, premier terminus de la ligne[8]
- Gare d'Adjamé
- Gare d'Anyama[9]
- Gare d’Azaguié, au kilomètre 41.
- Yapo-Gare, installation comprenant la billetterie et les plates-formes dans les environs de Grand Yapo[10].
- Gare d’Agboville, km 82.
- Gare de Rubino, km 101.
- Gare de Céchi, km 125.
- Gare d'Anoumaba, km 140.
- Gare de Tiémélékro, km 162
- Gare de Dimbokro, km 183[11]. Inaugurée le 11 septembre 1910, avec le Viaduc du N'Zi, de 255 mètres[12].
- Gare de Nofou
- Gare de N'do Kouassikro
- Gare de Boli
- Gare de Raviart
- Gare de Kan (Garkan)
- Gare de Bouaké
- Gare de Ferkessédougou
- Gare de Niangoloko, frontière du Burkina Faso
- Gare de Banfora
- Gare de Bobo-Dioulasso
- Gare de Zamo
- Gare de Ouagadougou, inaugurée en 1954. Un prolongement jusqu'à Kaya a été réalisé en 1985[13]. L'objectif était de joindre le gisement de manganèse de Tambao, 200 km plus au Nord.

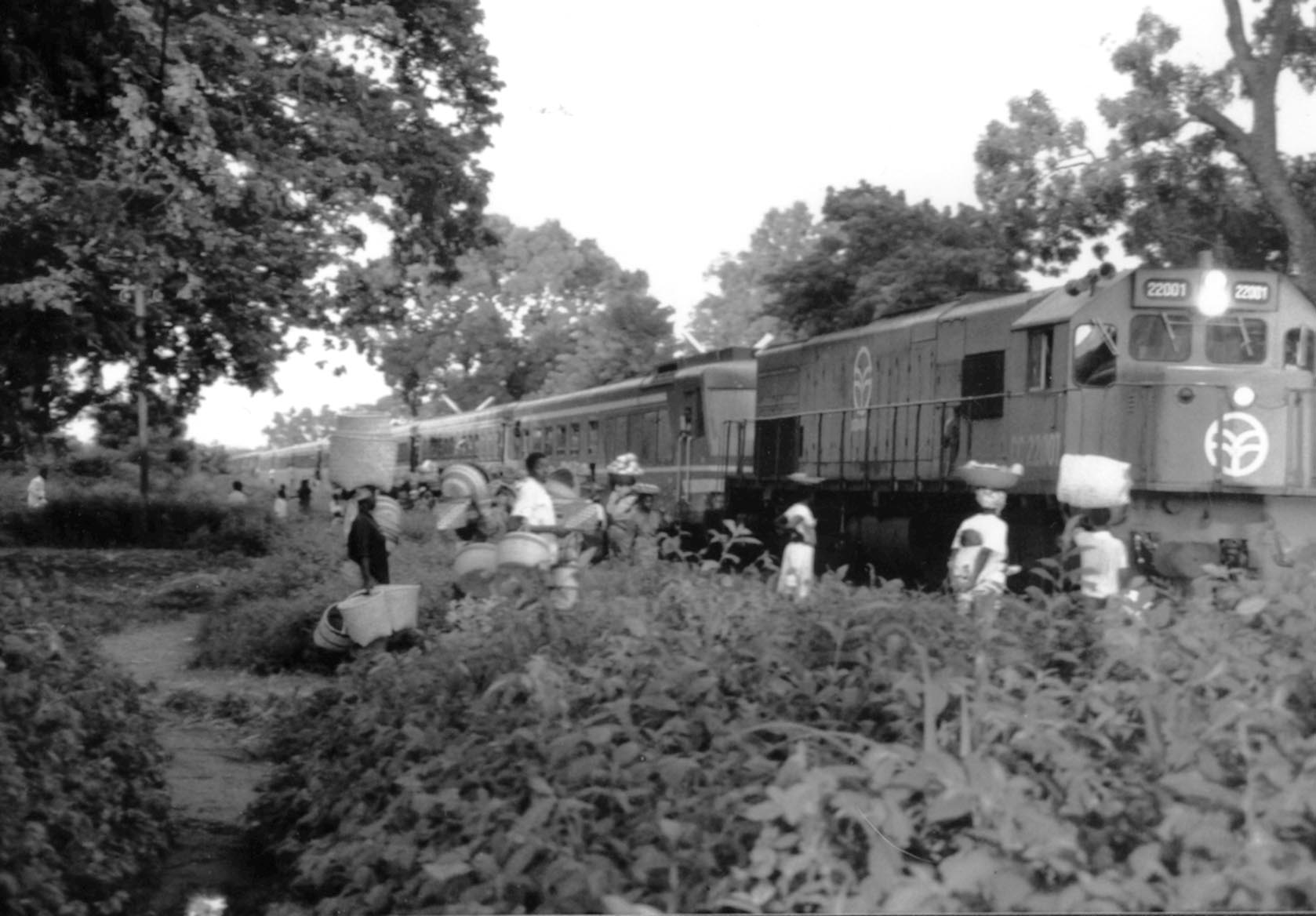
La Gazelle à Banfora

## Réhabilitation
En 2012, un projet de réhabilitation est en cours, afin de permettre l'évacuation du manganèse et, grâce à une prolongation au Niger, d'amener les équipements destinés à l'exploitation de l'uranium. S'y ajouterait la construction d'une nouvelle ligne San-Pédro-Man. Pourtant, le magazine GEO 2019 parlait de la ligne Abidjan-Niger comme de "une des voies ferrées les plus vétustes d’Afrique de l’Ouest".

## Une compagnie maritime reprend l'activité ferroviaire
En janvier 2022, on a appris que l'armateur MSC allait reprendre la société mère du Sitarail, du Camrail et du Benirail, Bolloré Africa logistics. Il n'est pas certain que MSC, spécialisée dans le transport de conteneurs, maintiendra le transport de passagers sur les rails de l'Afrique de l'Ouest francophone. Cette situation contraste avec celle du Nigeria tout proche, où la compagnie ferroviaire locale NRC réalise justement des bénéfices avec le transport de passagers.